# Carl Ballhaus

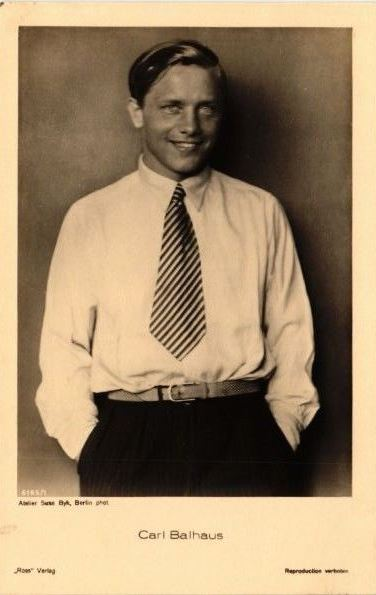
Ballhaus etwa 1926

Carl Ballhaus, auch Balhaus (* 4. November 1905 in Mülheim an der Ruhr; † 30. Juli 1968 in Eisenach) war ein deutscher Schauspieler, Drehbuchautor, Regisseur und Theaterleiter.

## Leben
1923, nach bestandenem Abitur, begann Ballhaus ein Studium der Philologie und Germanistik. Parallel zum Studium nahm er Schauspielunterricht am Deutschen Theater, wo er kleinen Rollen auf der Bühne debütierte. Oberregisseur Erwin Piscator engagierte ihn 1926 für sein Ensemble an der Volksbühne Berlin, wo er bis zum Jahr 1935 mit vielen namhaften Theaterregisseuren arbeitete.
Sein Leinwanddebüt gab er in dem Stummfilm Ramper, der Tiermensch von 1926, wo er in einer kleinen Rolle zu sehen war. Es folgten einige Stummfilmklassiker und frühe Tonfilme, wie beispielsweise Der blaue Engel von 1930. Ballhaus’ politisches Engagement als aktives Gewerkschaftsmitglied, brachte ihm – mit der Machtergreifung der Nationalsozialisten – Einschränkungen in der Ausübung seiner Tätigkeit als Schauspieler. So erhielt er in der Zeit des Nationalsozialismus nur kleinere Rollen in deutschen Filmproduktionen und Theaterbühnen.
Nach dem Ende des Zweiten Weltkriegs nahm Ballhaus zunächst eine Regietätigkeit beim Münchener Rundfunk war, ehe er von 1946 bis 1949 als Theaterregisseur in Coburg, Düsseldorf, Heidelberg, Bamberg und Dresden arbeitete. In Dresden wurde er zum Oberspielleiter des Staatstheaters berufen, als ihn 1953 DEFA Regisseur Martin Hellberg als Regieassistent für den Film Der Ochse von Kulm nach Potsdam holte. Sein Regiedebüt gab er ebenfalls bei der DEFA, wo er sechs Spielfilme inszenierte und gelegentlich auch in Nebenrollen mitspielte. Der Film Der Teufelskreis von 1956 gilt heute als sein bekanntestes Werk. Das Projekt, Henrik Ibsens Gespenster mit Klaus Kinski zu verfilmen, scheiterte, weil die DEFA die Tantiemen nicht bezahlen konnte. Von 1964 bis zu seinem Tod 1968 war Carl Ballhaus der Intendant des Landestheaters Eisenach.
Ballhaus war in erster Ehe mit der Schauspielerin Eva Schmidt-Kayser verheiratet, von der er sich 1942 scheiden ließ. Ein Jahr später heiratete er die Tänzerin Almut Dorowa. Er ist der Vater des Schauspielers Christian Ballhaus und der Bruder des Regisseurs und Schauspielers Oskar Ballhaus, Gründer des Fränkischen Theaters, und Onkel des Hollywood-Kameramannes Michael Ballhaus.

## Filmografie
- 1927: Ramper, der Tiermensch
- 1928: Der alte Fritz, 2. Teil: Ausklang
- 1929: Die Siebzehnjährigen
- 1929: Frühlings Erwachen
- 1929: Durchs Brandenburger Tor
- 1929: Ins Blaue hinein
- 1930: Der blaue Engel
- 1930: Nur am Rhein
- 1930: Revolte im Erziehungshaus
- 1930: Väter und Söhne
- 1930: Westfront 1918
- 1930: Ein Burschenlied aus Heidelberg
- 1930: Scapa Flow
- 1930: Menschen im Feuer
- 1931: Yorck
- 1931: M
- 1931: Schatten der Unterwelt
- 1931: Kinder vor Gericht
- 1931: 1914, die letzten Tage vor dem Weltbrand
- 1931: Kadetten
- 1931: Ombres des bas fonds
- 1932: An heiligen Wassern
- 1932: Jonny stiehlt Europa
- 1932: Strich durch die Rechnung
- 1932: Unmögliche Liebe
- 1932: Mensch ohne Namen
- 1933: Anna und Elisabeth
- 1933: Abel mit der Mundharmonika
- 1933: Der Läufer von Marathon
- 1934: In Sachen Timpe
- 1934: Der Polizeibericht meldet
- 1938: Einmal werd’ ich Dir gefallen
- 1939: Der Feuerteufel
- 1941: Venus vor Gericht
- 1952: Geheimakten Solvay
- 1954: Der Fall Dr. Wagner (nur Co-Regie)
- 1954: Die Galerie der großen Detektive – Sherlock Holmes liegt im Sterben
- 1956: Damals in Paris (Regie und Co-Drehbuch)
- 1956: Der Teufelskreis (Regie und Drehbuch)
- 1958: Nur eine Frau (Regie)
- 1958: Ein Mädchen von 16 ½ (Regie und Co-Drehbuch)
- 1959: SAS 181 antwortet nicht (Regie)
- 1962: Mord ohne Sühne
- 1962: Die schwarze Galeere
- 1964: Viel Lärm um nichts

## Theater (Regie)
- 1953: Gotthold Ephraim Lessing: Minna von Barnhelm (Staatstheater Dresden)